# 五障
五障（ごしょう）とは、ブッダ入滅後かなり後代になって、一部の仏教宗派に取り入れられた考えで、女性が持つとされた五つの障害のことである。「女人五障」ともいう。女性は梵天王、帝釈天、魔王、転輪聖王、仏陀になることができない、という説である。
大智度論では、五礙（ごげ）と称す。三従とセットにされ、「五障三従」と称する用例もある。
ただし、「三従」は紀元前2世紀前後、「五障」は紀元前1世紀に初めて仏典に登場したものであり、これらはいずれも仏教がスリランカに南伝する以前（紀元前3世紀以前）の原始仏教には存在しなかった。ヒンドゥー教の影響から出てきた考え方とされる。

## 経典での記載

### 法華経
『提婆達多品』では、女人の身に五障ありて、五の障離れねば、女身の転じがたきとされ、下文に次いで「如何ぞ速やかに成仏を得んや」と説いた。
上の一節はシャーリプトラ長老が菩提を成就したという龍女に告げた文言である。女性の身で正覚を得たことが受け入れられないというシャーリプトラの目の前で、彼女は釈迦如来に宝珠を献上する。そして宝珠を献上する動作よりも速く、成仏を証すると語る。すると龍女がたちまちのうちに男性へと変じた。サンスクリット本では女性器が消え、かわりに男性器が生じる、という描写になっており、五者佛身にあたる部分は「ひるむことのない求法者の地位」となっている。この後龍女は南方の無垢（ヴィマラー）世界に向かい、そこで仏となって、仏身に現れる三十二相八十種好を備えた姿を明らかにした。この場面から『法華経』は「女人成仏」を説く仏典とみなされた。

### 五障三従
龍樹菩薩の大論九十九巻では、女人の三従について、幼則は父母に従い、少則は夫に従い、老則は子に従うとし、属するところなきは悪名を受けるとした。これは仏教特有のものでなく、儒教書のひとつ『礼記』及び『儀礼』にもみえる。
五障三従については、百八煩悩の根源は五障をもって因とし、十二因縁の流転は三従もって縁とすると存覚上人の女人往生聞書（1324年）にみえ、日本では過去長きにわたり教訓或いは戒めのひとつとされた。

### 諸仏の願に見える女人成仏
如来が仏になる前、菩薩であった時に立てたとされる願でもこの問題は取り上げられている。『無量寿経』（四十八願）や『薬師瑠璃光如来本願功徳経』（十二誓願）によると、菩薩だった時の阿弥陀如来（法蔵菩薩）と薬師如来は女性を一旦男性に転生させる、という形で女人成仏の願を立てている。

## 阿羅漢になった女性
摩訶波闍波提（ゴータミー）といった阿羅漢位を得た女性の存在が伝えられている。尼僧たちの告白録である『テーリーガーター』には、解脱、涅槃に達した女性たちの境涯が述べられている。阿羅漢（応供）は如来の十号の一つであり、よって釈迦も阿羅漢である。
原始仏典においては阿羅漢は仏陀の別称に過ぎなかったが、上座部仏教の影響によって仏陀よりも低いものと見なされるようになった。女性の場合、阿羅漢にはなれても、同じく十号の一つである正等覚者（正遍知）になることはできないとされるようになった。

## 女人五障以外の五障
『雑阿含経』（巻二十六、七〇七）と『大集法門経』（巻下の冒頭）にも「五障」の記述があるが、女人に備わるとされる上述の障害のことではない。『大集法門経』での五障とは、楽欲障、瞋恚障、睡眠障、悪作障、疑惑障である。『雑阿含経』では五障五蓋とあり、貪欲蓋、瞋蓋、睡眠蓋、掉悔蓋、疑蓋と記されている。